# アルベルト・バッサーマン
アルベルト・バッサーマン（ドイツ語: Albert Bassermann, 1867年9月7日 - 1952年5月15日）は、ドイツの俳優。

## 経歴

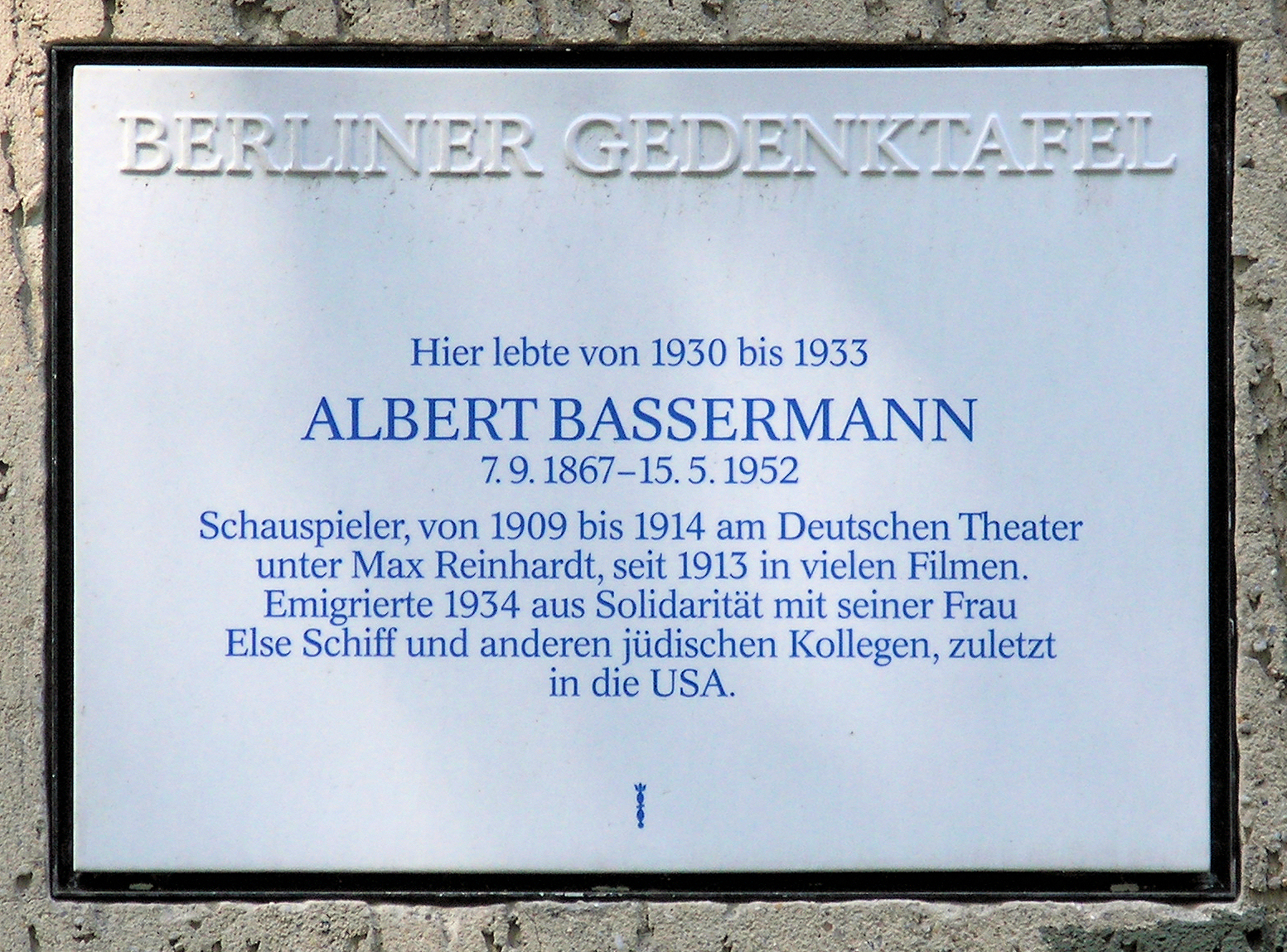
ベルリン時代にバッサーマンが住んでいた住居に掲げられている記念銘板

マンハイムに生まれ、化学に関する高等教育を受けたが、1887年にマンハイムの劇場でボランティアスタッフとして参加したことから演劇を志し、俳優としての活動を始めた。その後マイニンゲンの劇場に4年間在籍してからベルリンに移る。1909年からはマックス・ラインハルトなどの下、ドイツ劇場で1915年まで研鑽を積んだ。
1913年からは優れた演技力から数多くのサイレント映画に主役級で出演。1934年のオーストリア・トビス社製作の音楽映画『恋は終りぬ』で主演の田中路子を慕う老教授役で日本でも知られるところとなった。しかし、1908年に結婚していた女優のエルゼ（本名：エリザベート・ザラ・シフ、Elisabeth Sara Schiff）がユダヤ系であったことからナチス政権に女優活動を制限され、家族でスイス・オランダ・オーストリアを転々としたのち、1938年3月13日に家族を伴いオーストリアからアメリカに渡った。アクセントの強い英語を武器にした性格俳優として映画・舞台で活躍した。
戦後、再び欧州へ戻り、ウィーンの国民劇場でナチス・ドイツの犠牲者へ捧げる公演であったヘンリック・イプセンの『幽霊』へも出演した。その後もいくつかの作品に客演したが、1952年にニューヨークからチューリッヒへ向かう機内で心臓発作を起こし、妻エルゼの腕に抱かれたまま亡くなった。マンハイム墓地の名誉墓碑の下に葬られている。

## 家族
妻のエルゼはライプツィヒ出身で、アルベルトの死後も女優やコラムニストとして活躍したが、1958年に病を得て、1961年5月29日、バーデン＝バーデンにて83歳で亡くなった。
二人の間には1908年に生まれたカルメンという一人娘がいたが、長らく精神障害を患ったのち、1970年に交通事故で亡くなっている。

## 主な出演作品
存命中に700のレパートリーをこなし、主演を含む通算70本への映画出演歴と10,000回を超える舞台出演歴を持つ。下記に、主な出演映画作品を挙げる。
| 公開年 | 邦題 原題                                          | 役名                                 | 備考           |
| ------ | -------------------------------------------------- | ------------------------------------ | -------------- |
| 1913年 | 私の中の他人 Der Andere                            | Dr. Hallers                          |                |
| 1917年 | 鉄の意思 Der eiserne Wille                         |                                      |                |
| 1919年 | 最期の証拠 Der letzte Zeuge                        |                                      |                |
| 1922年 | ファラオの恋 Das Weib des Pharao                   | Sothis                               |                |
| 1922年 | ルクレツィア・ボルジア Lukrezia Borgia             | アレクサンデル6世                    |                |
| 1922年 | 鉄仮面 Der Mann mit der eisernen Maske             |                                      |                |
| 1922年 | コロンブス Christoph Columbus                      | クリストファー・コロンブス           |                |
| 1923年 | 学生王子 Alt-Heidelberg                            |                                      |                |
| 1929年 | セント・ヘレナのナポレオン Napoleon auf St. Helena | ハドソン・ロウ                       |                |
| 1931年 | 愛の行方 Gefahren der Liebe                        | Dr.Ringius                           |                |
| 1931年 | 予審 Voruntersuchung                               | Dr. Konrad Bienert                   |                |
| 1933年 | 国際間諜団 Ein gewisser Herr Gran                  | Tschernikoff, Kunsthändler           |                |
| 1935年 | 恋は終りぬ Letzte Liebe                            | トーマス                             |                |
| 1940年 | 偉人エーリッヒ博士 Dr. Ehrlich's Magic Bullet      | ロベルト・コッホ                     |                |
| 1940年 | 海外特派員 Foreign Correspondent                   | ヴァン・メア                         |                |
| 1940年 | ロイター特派員 A Dispatch from Reuters             | フランツ・ゲラー                     |                |
| 1941年 | 女の顔 A Woman's Face                              | マグナス・バーリング                 |                |
| 1941年 | 永遠の調べ New Wine                                | ルートヴィヒ・ヴァン・ベートーヴェン |                |
| 1942年 | 戦場を駆ける男 Desperate Journey                   | メイザー                             |                |
| 1942年 | 恋の情報網 Once Upon a Honeymoon                   | ボレルスキ                           |                |
| 1943年 | キュリー夫人 Madame Curie                          | ジャン・ペロ教授                     |                |
| 1944年 | 君去りし後 Since You Went Away                     | Dr. Sigmund Gottlieb Golden          |                |
| 1945年 | 休暇異変 Strange Holiday                           |                                      | クレジットなし |
| 1945年 | アメリカ交響曲 Rhapsody in Blue                    | フランク教授                         |                |
| 1947年 | 美貌の友 The Private Affairs of Bel Ami            | ジャック・リヴァル                   |                |
| 1947年 | 嘆きのプレリュード Escape Me Never                 | ハインリッヒ教授                     |                |
| 1948年 | 赤い靴 The Red Shoes                               | ラトヴ                               |                |

## 表彰など
- 1911年：イフラントの指輪（フリードリヒ・ハーゼから継承）
- 1929年：マンハイム名誉市民
- 1944年：映画『海外特派員』で米国アカデミー賞助演男優賞にノミネート